# Jo (wapen)

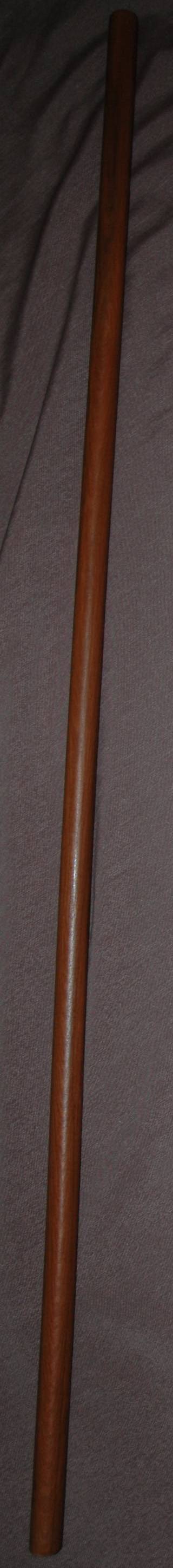
Een rode eikenhouten Jo

De jo (Japans: 杖, Jō) is oorspronkelijk ontstaan uit de bo, een staf van 182 cm. De jo (ook wel de kleine staf genoemd) is gemiddeld 127 cm lang. Dit heeft als voordeel dat men met dit wapen in een gevecht dichter bij het lichaam van de tegenstander kan komen. 
De jo wordt gebruikt bij jodo ("de weg van de stok/staf") en in het Aikido.

## Materiaal
Om een jo te maken wordt meestal een van drie soorten hout gebruikt: 
- Shiragashi (witte eik)
- Hiragashi (donkere eik)
- Sunuke (bruine eik)

Hierdoor ontstaan ook de drie verschillen in kleuren in jo's en bokens. 
Deze houtsoorten hebben een dichtheid van 1,1 g/cm³. Dit geeft de jo zijn gewicht.

## Koreaans
In Koreaanse vechtkunsten wordt dit wapen Joong Bong (중봉) genoemd, wat letterlijk vertaald 'middel stok' heet, oftewel middellange stok.  